# Simon Gefvert
Simon Göran Gefvert, född 28 mars 1997, är en svensk fotbollsspelare som spelar för Västerås SK.

## Karriär
Gefvert började spela fotboll i Ösmo GIF i Nynäshamn. Han spelade 14 matcher och gjorde fem mål för klubben i Division 7 2013. Därefter gick Gefvert till IFK Haninge, där han startade sin seniorkarriär. Gefvert spelade 86 matcher och gjorde 20 mål för klubben mellan 2015 och 2018. Under hans tid i IFK Haninge blev klubben uppflyttade från Division 3 till Division 2 och nådde säsongen 2018 kvalplats till Division 1.
Inför säsongen 2019 gick Gefvert till Karlslunds IF. Han spelade 29 matcher och gjorde sex mål i Division 1 2019.
Den 1 december 2019 värvades Gefvert av IK Sirius, där han skrev på ett tvåårskontrakt. Gefvert tävlingsdebuterade den 22 februari 2020 i en 8–1-vinst över Sollentuna FK i Svenska cupen, där han blev inbytt i den 68:e minuten mot Nahom Girmai. Gefvert spelade samtliga gruppspelsmatcher i cupen för Sirius, men råkade i maj 2020 ut för en olycka då han genomförde en andningsövning i sitt hem och då svimmade av, vilket sedermera resulterade i att han fick pausa från fotbollen i ett antal månader. Gefvert gjorde allsvensk debut den 14 september 2020 i en 1–1-match mot BK Häcken, där han blev inbytt 86:e minuten mot Yukiya Sugita. Totalt spelade Gefvert 12 tävlingsmatcher för IK Sirius.
Den 29 mars 2021 värvades Gefvert av Västerås SK, där han skrev på ett tvåårskontrakt. Gefvert gjorde sin Superettan-debut den 12 april 2021 i en 0–0-match mot AFC Eskilstuna, där han blev inbytt i den 78:e minuten mot Emil Skogh. I december 2022 förlängde Gefvert sitt kontrakt med ett år. I december 2023 förlängde han sitt kontrakt med ytterligare två år.